# Chun-Li (singolo)
Chun-Li è un singolo della rapper trinidadiana Nicki Minaj, pubblicato il 12 aprile 2018 come primo estratto estratto dal quarto album in studio Queen.
Il brano è stato pubblicato insieme a un altro singolo della rapper, Barbie Tingz, incluso nell'edizione di Target dell'album. Scritto da Nicki e da Jeremy Reid, dopo qualche settimana dall'uscita è arrivato al 10º posto nella Billboard Hot 100 statunitense, nella top 20 in Canada, nella Top 30 in Francia, Scozia e nel Regno Unito.
Il titolo della canzone è dedicato all'omonimo personaggio del videogioco Street Fighter.

## Descrizione

### Produzione
Chun-Li è stato prodotto da un produttore dell'Atlanta, Jeremy Reid della Chevi Music, insieme alla stessa Minaj. Secondo quanto indicato da Reid, la rapper voleva un brano che avesse quel ritmo che rimandasse allo stile hip hop newyorkese. Minaj si è recata dal produttore verso la fine di dicembre 2017, spiegandogli che tipo di ritmo voleva per il brano: ha iniziato a rappare, poi gli ha dato il ritmo esatto. Lui ne ha creato all'incirca 13, ma Nicki ne ha scelto solo uno fra quelli proposti. Il brano è stato concluso nei primi di aprile 2018, completando il testo, la produzione, il missaggio e il mastering.
Nella canzone, Nicki rema contro i detrattori su internet: "They need rappers like me! So they can get on their fucking keyboards and make me the bad guy, Chun-Li".

### Altre versioni
Rapper statunitensi come Juelz Santana e BlocBoy JB hanno registrato il proprio testo sulla base del brano. In seguito la rapper stessa ha lanciato una challenge sui social network, chiamata #ChunLiChallenge, che consisteva nel cantare un testo sopra la base del brano.

## Esibizioni dal vivo
Si è esibita per la prima con la canzone durante il Rolling Loud Festival il 14 maggio, a Miami, dove ha eseguito anche MotorSport e Rake It Up.
L'ha poi presentata al Saturday Night Live il 19 maggio a New York, insieme Poke It Out, accompagnata dal rapper Playboi Carti.

## Promozione
Il 10 aprile 2018, al termine della pausa presa dalla cantante, ha annunciato l'uscita di due nuovi singoli, Barbie Tingz e Chun-Li, per i quali ha pubblicato le rispettive copertine.
Chun-Li, che prende il nome dal personaggio del gioco Street Fighter, è stato pubblicato insieme a Barbie Tingz, come una parte del quarto album di Nicki. Tutti e due i brani sono stati resi disponibili per l'ascolto e per il download digitale il 12 aprile da Young Money Entertainment e Cash Money Records. L'uscita dei due brani è avvenuta nel 10º anniversario del secondo mixtape di Nicki, Sucka Free, uscito nel 2008.
Il 30 maggio, Nicki ha postato un video nel quale mostra la creazione del brano, come scena del suo nuovo documentario intitolato The Making of Queen, che sarebbe dovuto uscire nel 2018.

## Video musicale
Un video verticale per la canzone è stato pubblicato il 14 aprile 2018 sul canale YouTube di Nicki Minaj. Il video è stato fatto tramite un montaggio di clip effettuate dall'interprete tenendo il telefono verticalmente. In esse recita il testo della canzone mentre fa delle pose su un divano, mentre in altre fa delle camminate da passerella.
Nell'aprile del 2017 Minaj ha pubblicato un'anteprima per promuovere il video musicale, ma ha poi chiarito che non era in alcun modo collegato al videoclip ma era solo un video di lei e Aliya Janell, la coreografa del video ufficiale, che stavano ballando in un modo freestyle sulla canzone.
Il video ufficiale è stato reso disponibile il 4 maggio 2018. È stato diretto da Steven Klein della Good Company Pictures. Nel video sono presenti dei look asiatici futuristici, in un modo che rimandava ai supereroi.

## Successo commerciale
Chun-Li è arrivata al 92º posto mela Billboard Hot 100 dopo un solo giorno di vendite, con 20.000 download e 3,5 milioni di riproduzioni streaming. È salita al 10º posto la settimana seguente, vendendo 38.000 copie e guadagnando 22.1 milioni riproduzioni. La canzone è diventata la sua sesta top 10 come artista principale; la prima da solista da Anaconda del 2014 e la sua sedicesima in totale, estendendo il suo record per le più entrate in top 10 tra le rapper donne. Il brano ha compiuto, inoltre, un grande salto nella Hot 100, di ben 82 posizioni, il più grande da Roar di Katy Perry del 2013. È sceso di 38 posizioni alla 48 nella sua terza settimana.
Nella Official Singles Chart britannica, dopo una settimana completa di vendite e streaming, ha fatto il suo ingresso alla 26ª posizione con 12 721 unità, espandendo il record della Minaj di essersi posizionata in classifica almeno una volta dal suo debutto, avvenuto nel 2010.

## Classifiche
| Classifica (2018)         | Posizione massima |
| ------------------------- | ----------------- |
| Canada                    | 18                |
| Francia                   | 30                |
| Irlanda                   | 65                |
| Portogallo                | 100               |
| Regno Unito               | 26                |
| Stati Uniti               | 10                |
| Stati Uniti (R&B/hip-hop) | 7                 |
| Stati Uniti (rhythmic)    | 7                 |
| Svizzera                  | 99                |